# Luigi Conti (atleta)
Luigi Conti (Lecco, 11 settembre 1937 – Schio, 3 marzo 2025) è stato un mezzofondista e maratoneta italiano.
Nel 1960 prese parte ai Giochi olimpici di Roma classificandosi dodicesimo nei 5000 metri piani. L'anno successivo fu trionfatore alla quinta edizione del cross del Campaccio.
Tra il 1959 e il 1965 fu diverse volte campione italiano: tre nei 5000 metri piani, due nei 10 000 metri piani e due nella corsa campestre. Nel 1966 partecipò alla maratona dei Giochi europei indoor, prima edizione della manifestazione che precedette i campionati europei di atletica leggera indoor, ma si ritirò prima di concludere la corsa.

## Palmarès
| Anno | Manifestazione  | Sede     | Evento           | Risultato | Prestazione | Note  |
| ---- | --------------- | -------- | ---------------- | --------- | ----------- | ----- |
| 1960 | Giochi olimpici | Roma     | 5000 metri piani | 12º       | 14'34"45    |       |
| 1966 | Europei         | Budapest | Maratona         | dnf       | dnf         | [ 1 ] |

## Campionati nazionali
- 3 volte campione italiano assoluto dei 5000 metri piani (1959, 1960, 1963)
- 2 volte campione italiano assoluto dei 10 000 metri piani (1960, 1963)
- 2 volte campione italiano assoluto di corsa campestre (1962, 1965)

1959
- Oro ai campionati italiani assoluti di atletica leggera, 5000 metri piani - 14'24"0

1960
- Oro ai campionati italiani assoluti di atletica leggera, 5000 metri piani - 14'19"0
- Oro ai campionati italiani assoluti di atletica leggera, 10 000 metri piani -  29'43"2

1962
- Oro ai campionati italiani di corsa campestre

1963
- Oro ai campionati italiani assoluti di atletica leggera, 5000 metri piani - 14'42"6
- Oro ai campionati italiani assoluti di atletica leggera, 10 000 metri piani -  31'08"8

1965
- Oro ai campionati italiani di corsa campestre

## Altre competizioni internazionali
1958
- Bronzo al Campaccio ( San Giorgio su Legnano)

1961
- Oro al 5º Campaccio ( San Giorgio su Legnano)

1964
- Argento al Campaccio ( San Giorgio su Legnano)

1965
- Argento al Campaccio ( San Giorgio su Legnano)

1968
- Bronzo al Campaccio ( San Giorgio su Legnano)